# Алысардах (озеро, Оймяконский улус)
Алысардах — озеро в Оймяконском улусе Якутии, Россия. Расположено на территории Сордоннохского наслега, на северо-восточной окраине горного хребта Сунтар-Хаята. С якутского переводится как Окунёвое.
Площадь поверхности — 19,8 км². Площадь водосборного бассейна — 126 км². Длина водоёма — 6,3 км, максимальная ширина — 6 км. Высота над уровнем моря — 922 м.
Озеро находится в левобережье реки Буор-Юрях. В юго-западной части впадает река Алысардах. На юго-востоке имеет сток в реку Ус-Кюёль через протоку длиной около 3 км. Берега холмистые, покрыты лиственничной тайгой, на южном берегу растёт кустарник.
Населённые пункты на озере отсутствуют, имеется лишь несколько охотничьих изб. Ближайший населённый пункт, посёлок Орто-Балаган, находится в 50 км к северо-западу.
Озеро богато рыбой. В нём обитает окунь и крупная щука (длиной до 138 см).